# ルバンボ・ムソンダ
ルバンボ・ムソンダ（Lubambo Musonda, 1995年3月1日 - ）は、ザンビア・ルサカ出身のサッカー選手。1.FCマクデブルク所属。ポジションはミッドフィールダー。

## 経歴
2015年8月、FCガンザサール・カパンに加入した。
2019年1月19日、シロンスク・ヴロツワフと1年半契約を交わした。
2021年8月16日、ACホーセンスに加入し、クラブのデンマーク・スーペルリーガへの昇格に貢献する。
2023年8月、ホーセンスの降格を受けて、シルケボーIFに期限付き移籍した。
2024年5月27日、1.FCマクデブルクへの移籍が発表された。

### 代表歴
2014年、ザンビア代表でデビューした。12月にはアフリカネーションズカップのメンバーに選出された。